# Ponta Delgada
Ponta Delgada er den største concelho og den økonomiske og administrative hovedstad i den selvstyrende region Azorerne i Portugal. Byen er beliggende på øen São Miguel, øgruppens største og mest befolkede ø. Der boede 68.809 personer i Ponta Delgada, i et område på ca. 232 kvadratkilometer, i år 2011. Der bor 17.629 personer i de tre sogne, der omfatter den historiske by: São Pedro, São Sebastião og São José. Ponta Delgada blev regionens administrative hovedstad under den reviderede forfatning af 1976; domstolene og det katolske bispedømme forblev i den historiske hovedstad Angra do Heroísmo mens Azorernes lovgivende forsamling blev etableret i byen Horta.

## Historie
Oprindelsen af stednavnet Ponta Delgada (portugisisk for delikat eller tyndt punkt) blev elaboreret af den kendte portugisiske kronikør fader Gaspar Frutuoso, som skrev:
”Byen Ponta Delgada er navgivet for dens beliggenhed langs vulkanske jorde, tynd og ikke lige så anselig som på andre øer, der ledte til havet…”
I omkring år 1450 etablerede Pêro de Teive en lille fiskerlandsby, der med tiden voksede til en bymæssig gruppering Santa Clara. Øen São Miguel var et rummelig territorie med små bosætninger spredt omkring, udover Villa Franca do Campo på den central-sydlige kyst og det mindre bysamfund Ponta Delgada. Villa Franca havde i mange år været et økonomisk og socialt center og sæde for det administrative styre, men mange adelige og velstående brød sig ikke om den administrative underkastelse i byen (hvilket skabte mange konflikter mellem disse indbyggere og administratorene på den sydlige kyst). De adelige i Ponta Delgada sendte et hemmeligt kontingent, ledet af Fernão Jorge Velho, for at mødes med kong Emanuel 1. til Lissabon med det formål, at få samfundet frigjort. I Abrantes opløftede kong Emanuel den 29. maj 1507 bosættelsen til status af vila.
Et jordskælv og jordskred rystede den provinsielle hovedstad i 1522, hvor mange bygninger blev ødelagt og flere personer døde. Ponta Delgada blev det eneste center med en infrastruktur til at huse Azorernes bureaukrati og understøtte øernes vigtige økonomiske forbindelser. Hurtigt skiftede byernes roller, og Ponta Delgada blev fik bystatus af kong Johan 3. gennem et dekret dateret den 2. april 1546.
Søslaget ved Ponta Delgada (også kendt som Slaget ved São Miguel) fandt sted den 26. juli 1582 ud for kysten, som en del af den portugisiske arvefølgekrise i 1580. En engelsk-fransk kaperekspedition sejlede mod spanierne for at bevare Portugals kontrol med Azorerne, som støttede tronprædenten Anton 1., og forhindrede derved spansk kontrol (det var den største franske flådestyrke udsendt før kong Ludvig 14.).
I løbet af det 19. århundrede oplevede kommunen dens største økonomisk aktivitet, gennem eksport af citrusfrugter til Storbritannien og vækst af udenlandsejede virksomheder i det historiske bycenter, mange af dem jødiske handelsfolk efter år 1818. Som med andre centre i øgruppen, oplevede Ponta Delgada mange af periodens tendenser, herunder forgrønnelse af byrum (med anlæg af haver af António Borges, José do Canto, Jácome Correia og vicecomten af Porto Formoso, som senere blev en del af Universidade dos Açores), opførelsen af mange ornamenterede huse/villaer, uddrivelsen af dyr fra bymæssige områder, anlæggelsen af nyere, bredere veje og gader, flytningen af kirkegårde til udkanten af byen og flytning af markeder for fisk, kød og frugt. På grund af disse ændringer og væksten i den merkantile klasse, blev Ponta Delgada den tredje største by i Portugal, både i antal indbyggere og økonomisk formåen. Poeten Bulhão Pato, der skrev om Ponta Delgada, var overrasket over de ekstraordinære rigdomme hos plantageejerne, ”gentleman-bønderne”, der boede inde i den bymæssige kerne: eksportører af appelsiner og majs, bankfolk, investorer, industrialister og skibsredere, alle bidrog til en privilegeret klasse af økonomiske og sociale tænkere og filantroper.
Ponta Delgadas position var relativt højt (8. højest) i begyndelsen af det 20. århundrede i Portugal, omend ændringer i vigtigheden af landlig økonomier gradvist blev mindre. Men byen forblev et centralt sted for økonomien og hierarkiet i den azoriske øgruppe. Den var derfor også hovedscenen i de politiske ændringer som følge af Nellikerevolutionen i 1974. Grundejere og højreorienterede landmænd udfordrede civilguvernøren António Borges Coutinho, som var ansvarlig for, under styrelse af MFA-regeringen, at implementere landbrugsreformer. Landmændene på São Miguel protestede, og tvang civilguvernøren til at trække sig. Protesterne ledte til en række terrorangreb, som skabte stor politisk uro på Azorerne. Efter militærguvernørens hemmelige arrestationer og interneringer, blev håbet om det selvstyrende Distrikt Ponta Delgada sammen med andre distrikter (Horta og Angra do Heroismo) slukket den 22 august 1975 ved etableringen af Junta Regional dos Açores (den provisoriske regering der fik administrative kompetencer under regionens overgang til et konstitutionelt selvstyre).

## Geografi og klima

### Fysisk geografi
Kommunen Ponta Delgada er en af de større administrative inddelinger af øgruppen, og omfatter øen São Miguels center til den vestlige kyst. Ponta Delgada grænser op til kommunen Ribeira Grande i nordøst og den relativt nye kommune Lagoa i sydøst.
Geomorfologisk dækker Ponta Delgada et vulkansk område bestående af to strukturer: Picos-regionen og Sete Cidades-massiven. Picos-regionen går fra kanten af den gamle vulkan Água de Pau (kendt lokalt for den sø, der ligger i vulkanens krater: Lagoa do Fogo) indtil området omkring Sete Cidades spids. Den vulkanske aksezone orienterer sig primært i en nordvest-sydøst akse, især defineret af flere klippekegler og lavastrømme og er primært dækket af tæt vegetation og græsarealer.
Sete Cidades-massivet, som udgør den anden geomorfologiske struktur, i Ponta Delgada-kommunen, består af en central vulkansk caldera og sø-fyldte kegler som omgiver krateret. Den er beliggende på den yderlige vestlige del af øen, og er orienteret mod en lignende nordvest-sydøst retning. Sete Cidades-vulkanen i massivens centrum indeholder fire søer. Calderaen er næsten cirkulær og har udviklet sig over tre faser. Den første forekom for 36.000 år siden og formede en kollapset struktur. Den anden fase opstod for ca. 29.000 år siden, hvor vulkanske udbrud kollapsede den norvestlige del af strukturen. Den sidste, tredje fase (omkring 16.000 år siden), fik calderaens nordlige og nordøstlige dele til at kollapse. Geologisk, inden for de seneste 5.000 år, har den centrale keglevulkan været aktiv (17 udbrud) og været ansvarlig for at skabe det meste af øgruppen i løbet af denne periode. Disse geologiske udbrud var primært trakytudbrud af den sub-pliniske eller pliniske type med hydro-magmatisk karakteristika. Det seneste udbrud, for omkring 500 år siden, formede Caldeira Seca-keglen. Selvom der ikke har været nogen historisk aktivitet i dag, er vulkanens aktive status fortsat under diskussion i det videnskabelige miljø.

### Klima
Ponta Delgada har et subtropisk middelhavsklima med varme somre og meget milde vintre. Den tendere også til det fugtige subtropiske klima, på grund af dens relativt våde somre og er bestemt inden for det subtropiske klima ifølge Trewartha-systemet. Ligesom resten af Azorerne er Ponta Delgada formet af Golfstrømmen, og byen har derfor en begrænset temperaturvariation med en gennemsnitlig maks.- og min.temperatur på hhv. 20° og 15°. Om vinteren er det typisk 17° om dagen og 12° om natten. De tilsvarende tal om sommeren er hhv. 26° og 19°. Temperaturer over 30° eller under 4° har aldrig været registreret. Luftfugtigheden er konstant høj og ligger på omkring 80% året rundt, hvilket kan påvirke oplevelsen af varmen med et par grader, især om sommeren.
Golfstrømmen påvirker også vejret, som er utilregnelig (især i efteråret og foråret), hvorfor vejrudsigter kan være svære at lave på daglig basis. Vintrene er generelt mildere og somrene mere fugtige, når man sammenligner årstiderne tilsvarende i det kontinentale Portugal. Ponta Delgadas beliggenhed er en af grænserne for trykmålinger for at verificere den nordatlantiske oscillation.

### Menneskelig geografi
Lige som andre samfund i Azorerne-øgruppen, er kommunen formet af dens geografi; de fleste boliger er samlet langs det regionale vejnet, som omkredser øen, hvor mange bi- og landbrugsveje skærer sig igennem øens centrale del (primært i Picos-regionen) langs en nord-sydliggående akse.
Administrativt er kommunen opdelt i 24 sogne, der håndterer udvikling i forsvar for lokale, sociale, kulturelle rekreative og miljømæssige bekymringer. I år 1849 boede der 31.344 personer i Ponta Delgada, og ca. 50 år senere, i 1900, var indbyggertallet steget til 52.120. Det højeste antal indbyggere i byen nåede ifølge folketællingerne 74.306 i 1960. I 2011 boede der 68.809 indbyggere i Ponta Delgada.
Langs med den sydlige kyst ligger byens historiske bykerne, som inkluderer primær civil infrastruktur, højkapacitetsmotorveje (på portugisisk kaldet Vias-rápidas), turist- og kulturattraktioner såvel som virksomheder og offentlige services. Selve bykernen Ponta Delgada inkluderer specifikt sognene Santa Clara, São José, São Sebastião og São Pedro, som er adskilt af motorveje med de andre bydele Fajã de Cima og Fajã de Baixo. Selve byen Ponta Delgada, som jo består af fire sogne, har ikke et byråd eller en borgmester, men selve kommunen Ponta Delgada har en folkevalgt Presidente da Câmara Municipal som administrerer et Assembleia Municipal, som er en repræsentativ forsamling, mens de forskellige sogneråd (og deres formænd) styrer lokalsamfundene.
Den bymæssige kerne inkluderer en baixa, som referer til det historiske centrum af bygninger, butikker og landemærker, der har samlet sig over århundrederne omkring pladserne São Sebastião og Praça Gonçalo Velho (opkaldt efter øens opdager). Umiddelbart omkring denne bykerne er Ponta Delgadas Rådhus, Byportene (portugisisk: Portas da Cidade), indkøbscentret SolMar Avenida og Teatro Micaelense.

## Venskabsbyer
Ponta Delgada er venskabsby med følgende byer:
- San Leandro, Californien, USA, siden 1970
- Fall River, Massachusetts, USA, siden 1978
- Cauté/Angolares, SãoTomé og Príncipe, siden 2000
- Newport, Rhode Island, USA, siden 2003
- Pleven, Bulgarien, siden 2007
- Praia, Cape Verde, siden 2008

## Økonomi
Kommunen er et vigtigt industrielt og agrikulturelt centrum med en stærk koncentration af serviceydelser. Arrifes-Covoada-bassinet er øen São Miguels primære ”brødkurv”, men alle sognene, der grænser op til kanten af Sete Cidades-massiven har stor landbrugsproduktion.
I 1999 havde 1039 virksomheder deres operationelle sæde inden for Ponta Delgadas grænser, hvilket svarede til omkring 45,4% af alle virksomheder i Azorerne. Af disse virksomheder var 4,4% inden for den primære sektor, 13,7% i den sekundære sektor og 81,9% i den tertiære servicesektor. Salgsvolumen for kommunen (i år 2000) svarede til 1.458 millioner euro, som er associeret med serviceindustrien, hvoraf finans, computerprogrammering/services, virksomheds- og reklameservice såvel som turisme dominerer. Turistaktivitet i Ponta Delgada udgjorde 34% af alle hotelovernatninger i regionen i 1997.
Derudover er Ponta Delgada sæde for regionens administrative services, hvor mange regeringsmæssige sekretariater er beliggende (herunder også det regionale præsidentskab og flere direktorater).
Flere aviser bliver udgivet i Ponta Delgada, herunder Açoriano Oriental (en af de ældste daglige aviser i landet) og avisen Diário dos Açores.

## Infrastruktur
Kommunen Ponta Delgada er det primære knudepunkt for ankomsten af personer og importerede varer for hele regionen Azorerne, og er betjent af bl.a. den internationale lufthavn kaldet Aeroporto João Paulo II. De to flyselskaber SATA Internacional og SATA Air Açores har deres hovedkvarterer i Ponta Delgada.
Nær Ponta Delgadas havn findes en bredsporet jernbane, som blev brugt flere gange til at bygge og udvide havnen. Banen brugte en syvfodsbredde, men det er uklart, om dette var Isambard Kingdom Brunels bredde.

## Uddannelse
Ponta Delgada er hjemsted for den centrale del af Universidade dos Açores, en højere uddannelsesinstitution med en række fag, der bl.a. tilbyder uddannelser inden for turisme, IT-ingeniør, socialvidenskab og business management. Fra dets primære campus i São Pedro administreres tre andre campusser, herunder i Horta (med linjer i marinabiologi, affilieret med Departementet for Oceanografi og Fiskeri) og i Angra do Heroísmo (med en bred vifte af linjer inden for undervisning, virksomheds- og landbrugsvidenskab).

## Kultur

### Religiøs
Ponta Delgada er det traditionelle centrum for de årlige religiøse fejringer under den kristne kult Culto do Senhor Santo Cristo dos Milagres på pladsen Campo de São Francisco (beliggende overfor São Brás-fortet). Denne festdag og den ugelange fejring fokuserer primært på den 5. påskesøndag og den tiltrækker de lokale og øboerne (micaelenserne) udover beboerne på de nærliggende øer, den portugisiske befolkning og turister på ferie. Fejringen er beslægtet med den romersk-katolske veneration af en Ecce Homo, der repræsenterer Jesus Christus i sine sidste dage (som gengivet i Lukasevangeliet 23:1-25 i det  Nye Testamente), og er en gave til søstrene i klostret Caloura i midten af 16. århundrede. Begivenheden paralyserer byens gade dag for dag, da man følger billederne, der flyttes til klostret Nossa Senhora da Esperança, efter inspiration fra Teresa da Anunciada, blev billederne brugt i religiøs procession gennem byens gader og stopper i hvert sogn (og tidligere sogne). Kortegen, som inkluderer gejstlige, politikere og lægfolk er en populær begivenhed, som tiltrækker både religiøse (til processionen, nadveren og friluftsmessen) og sekulære deltagere (der overværer processionen, billederne og smager traditionel mad fra Barracas beliggende langs hovedruten).
Mange sogne inden for kommunen Ponta Delgada deltager også i fejringer dedikeret til Helligånden. Denne Helligåndskult dateres til middelalderlige traditioner, og som en tradition over alle øerne i Azorerne, involverer fejringerne ”løfter” lavet af Gud (portugisisk: promessas), trosprocessionen til og fra Kirken og festmåltider af kødfuld suppe og brød doneret til de fattige. Sammenlignet med andre øer/sogne i Azorerne, tillader de fleste nabolag på São Miguel fri adgang for besøgende til festlighederne, mens man andre steder kun tillader det mere snævre miljø omkring Helligåndsbroderskabet.

### Sekulær
En af den mere ikke-religiøse begivenheder er Noites de Verão (dansk: Sommernætter): en sommerbegivenhed, der traditionelt afholdes på pladsen Campo do São Francisco, men som i de senere år har spredt sig gennem byens gader. Begivenheden tiltrækker familier, venner og turister til bymidten og er bemærkelsesværdig ved aften- og natlige musikalske events, populære bands/sangere fra Azorerne, gæstekoncerter, folklore-grupper og nogle internationale stjerner. Derudover kan man opleve de lokale fødevarer fra stande samt mindre varer. Begivenheden Noites de Verão strækker sig over 4 måneder og begynder som regel i slutningen af juni il slutningen af september, og den er sponsoreret og støttet af den kommunale administration og de lokale/regionale virksomheder.

### Sport
Udover flere parker, der giver grønne arealer til forskellige rekreative aktiviteter, er Ponta Delgada hjemsted for sportsforeninger for ketchersportsgrene med organiserede hold. Udover vandsport, som svømning, surfing og roning, er der cykel-, løbe- og gangruter. Da byen er centrum for turistaktiviteter, har besøgende til regionen adgang til turistvirksomheder, der laver udflugter til øens vandrestier eller havorienterede aktiviteter som dykning, sportsfiskeri eller bådture.
Som hjemsted til Ponta Delgadas Fodboldsammenslutning (portugisisk: Associação de Futebol de Ponta Delgada) har regionen en historie med fodbold der inkluderer hold, der har gået hele vejen til 1. og 2. division i den nationale fodboldliga. Blandt klubberne er Club Desportivo Santa Clara, Clube União Micaelense og Marítimo da Calheta.

## Bemærkelsesværdige personer
- Teófilo Braga (24. februar 1843; São José – 28. januar 1924; Lissabon), en portugisisk forfatter, manuskriptforfatter, republikansk politiker, leder af den Republikanske Provisoriske Regering og 2. præsident for Repunlikken Portugal.
- Roberto Ivens (12. juni 1850; São Pedro – 28. januar 1989; Oeiras), portugisisk udforsker af Afrika, geograf, kolonialadministrator og en officer i den Portugisiske Flåde.
- Antero de Quental (18 april 1842 – 11 september 1891), portugisisk poet, filosof og forfatter, hvis værker betragtes som en milepæl for det portugisiske sprog gennem sit lederskab af Questão Coimbra-bevægelsen i det 19. århundrede[16].
- Fernance B. Perry (25. november 1922 – 27. november 2014), succesfuld entreprenør, filantrop og modtager af OBE; han emigrerede til Bermuda med sine forældre i 1926.
- Pedro Miguel Carreiro Resendes, modtager af Henrik Søfarerens Orden (født 28. april 1973), kendt under navnet Pauleta, portugisisk fodboldspiller og næst-mest scorende spiller nogensinde for det portugisiske fodboldlandshold, kun overgået af Cristiano Ronaldo.